# Zhao Bingjun
Zhao Bingjun (idioma chino: 赵秉钧; 3 de febrero de 1859 - 26 de febrero de 1914) fue un político chino que fue activo en las postrimerías de la dinastía Qing y comienzos de la República de China. Fue el tercer primer ministro de la república, entre el 25 de septiembre de 1912 y el 1 de mayo de 1913.
Fue oficial de seguridad pública durante el gobierno Qing y ministro del Interior durante el establecimiento de la república antes de ser nombrado primer ministro. Estuvo implicado directamente con el asesinato de Song Jiaoren, quien se perfilaba como su sucesor. El asesinato pudo haber sido ordenado por el presidente provisional, Yuan Shikai, quien estaba disgustado de que Song planeara llenar el gabinete con miembros nacionalistas del Guomindang que obstruirían las políticas de Yuan. Zhao proclamó su inocencia y la de Yuan pero renunció a proteger el gobierno de Yuan, y fue nombrado como gobernador de Zhili.
Zhao fue envenenado de manera misteriosa en 1914, acto presuntamente planeado por Yuan con el fin de impedir que diera más detalles de la muerte de Song a la prensa.